# Al-Husayn I ibn Ali
Al-Husayn ibn Ali (en árabe: الحسين بن علي التّركي‎; Le Kef, 1675-Kairuán, 1740), también conocido como Hussein I, fue bey de Túnez y fundador de la dinastía husainí. Nació en Al-Kāf el año 1675 y era el segundo hijo del comandante turco local Sidi Ali al-Turki (un griego de Creta convertido al islam) y de Lalla Hafsia al-Sharn.

## Biografía
Husayn nació como Kouloughli, que es un término utilizado para referirse a un padre otomano y una madre local norteafricana. Su padre era un musulmán de origen cretense griego y su madre era una tunecina. Los husáinidas fueron llamados a menudo "griegos" por Habib Bourguiba y, hasta hace poco, la discusión sobre sus orígenes era tabú.
En 1702, el comandante jenízaro Ibrahim Sharif, de quien era lugarteniente, expulsó a la dinastía muradita de Túnez. Tres años más tarde, después de que Sharif fuera capturado por el dey de Argel, tomó el control del ejército turco en Túnez y, el 12 de julio de 1705, se hizo proclamar bey de Túnez. Hizo que uno de sus parientes cercanos fuera proclamado dey por el diván de Constantinopla, un acto que aumentó su popularidad entre los jenízaros otomanos, y también pudo ganar el apoyo de sus súbditos tunecinos; sin embargo, su séquito estaba compuesto principalmente por mamelucos. El primer consejero de Husayn fue un francés de Tolón, un hombre culto que lo había ayudado a obtener el poder.

## Revuelta de 1729
En 1709 Hysayn había hecho entrar en su harén a una joven genovesa de 13 años capturada en el mar por corsarios. Con esta chica tuvo dos hijos: Muhammad (futuro Muhammad I al-Rashid) y Ali (futuro Ali II ibn Husayn), en 1710, ya antes de su nacimiento, estableció la descendencia por primogenitura pero cuando nacieron estos hijos debían ocupar el lugar de herederos, su sobrino Ali Bey (Ali I) permaneció como heredero presunto pero en 1725 Muhammad llegó a la mayoría de edad y en 1726 recibió el título de bey al-Mahalla como heredero presunto. Ali Bey recibió en 1724 (ya preparando la compensación) el título de pachá, pero no quedó satisfecho y comenzó a intrigar; Husayn le hizo vigilar y hacer reforzar las defensas de la ciudad poniendo puertas a las murallas del exterior. Aun así Ali pudo huir el 21 de febrero de 1728 y pudo llegar a territorio de las tribus hanencha y ousseltia del centro del país a las que consiguió ganar para su causa, y participaron en una revuelta (1729) que fue sofocada por Husayn. Algunos ataques corsarios incontrolados consiguieron llevar a la flota francesa ante La Goleta en 1728, y otra vez en 1731.

## Captura y muerte
Ali y su hijo Yunus se refugiaron con el dey de Argel. Este inicialmente los tuvo prisioneros a cambio de un tributo que le ofreció al-Husayn ibn Ali, pero cuando Husayn dejó de pagar el tributo, el dey liberó a Ali, e invadió Túnez. Husayn fue derrotado en la batalla de Smendja o Smindja (4 de septiembre de 1735) y huyó hacia Susa y luego a Kairuán con sus hijos Mohamed y Ali . La guarnición de Túnez, al saber la derrota del bey, se rindió sin condiciones y Ali entró en la ciudad el 7 de septiembre de 1735 y se proclamó bey (Ali I ). Su padre Ali y dos de sus hijos (Muhammad y Sulayman) que estaban prisioneros en el Bardo, fueron liberados (el padre Sidi Muhammad ibn Ali al-Turki sólo sobrevivió 10 días).
Al-Husayn intentó contraatacar pero fracasó ante Túnez y se retiró otra vez a Kairuán donde resistió cinco años. Yunus ocupó finalmente la ciudad el 25 de mayo de 1739 (16 de safar de 1552) y al-Husayn fue capturado y ejecutado por orden de Yunus el 13 de mayo de 1740.
| Predecesor: Murad III Bey | Bey de Túnez 1705 - 1735 | Sucesor: Ali I |